# Latouchia jinyun
Latouchia jinyun (лат.) — вид мигаломорфных пауков рода Latouchia из семейства Halonoproctidae.

## Этимология
Видовой эпитет L. jinyun происходит от типового местонахождения в заповеднике Цзиньюнь (Jinyun Mountain National Nature Reserve).

## Распространение и экология
Центральный Китай: Чунцин, Бэйбэй, Национальный природный заповедник «Гора Цзинюнь». Высота: 251 м; координаты: 29,8271° с. ш., 106,4307° в. д. Норы L. jinyun обычно встречаются на склонах, покрытых мхом, вдоль обочин дорог. Люк обычно состоит из смеси мха, грязи и шелка, в редких случаях используются другие материалы. Во время исследования, проведенного в январе 2016 года, было обнаружено много самцов, зимующих в своих норах, которые были покрыты люками, неотличимыми от люков самок.

## Описание
Пауки среднего размера, длина около 1 см. Формула ног 4123. Этот вид отличается от сородичей по следующим признакам: у самцов дистальная треть эмболуса явно изогнута, образуя крючковидную структуру; у самок дистальная половина внешнего края стебелька вальвы, прилегающего к спермоприемникам, наклонена на 45° к оси тела в дорсальном виде. Расположение шипов на пролатеральной стороне голени II самца сходно с таковым у L. formosensis smithi, но отличается тем, что эти шипы относительно прямые, без явного дистального изгиба, и дистальная половина вентральной стороны голени II имеет от семи до девяти шипов, тогда как у L. formosensis smithi шипы на пролатеральной стороне голени II самца имеют отчетливую дистальную крючковидную форму, а дистальная половина вентральной стороны голени II имеет только один шип.